# TT123
TT123 (Theban Tomb 123) è la sigla che identifica una delle Tombe dei Nobili ubicate nell’area della cosiddetta Necropoli Tebana, sulla sponda occidentale del Nilo dinanzi alla città di Luxor, in Egitto. Destinata a sepolture di nobili e funzionari connessi alle case regnanti, specie del Nuovo Regno, l'area venne sfruttata, come necropoli, fin dall'Antico Regno e, successivamente, sino al periodo Saitico (con la XXVI dinastia) e Tolemaico.

## Titolare
TT123 era la tomba di:
| Titolare  | Titolo                                     | Necropoli           | Dinastia/Periodo              | Note                                    |
| --------- | ------------------------------------------ | ------------------- | ----------------------------- | --------------------------------------- |
| Amenemhat | Supervisore dei granai; Contabile del pane | Sheikh Abd el-Qurna | XVIII dinastia (Thutmosi III) | nella pianura; a sud delle TT55 e TT124 |

## Biografia
Unica notizia biografica ricavabile dai dipinti parietali, il nome della moglie: Henu(t)iri.

## La tomba
La TT121 si sviluppa planimetricamente con forma a "T" rovesciata tipica delle sepolture di questo periodo. Un breve corridoio, sulle cui pareti (1 in planimetria) sono rappresentati il defunto seduto, liste delle offerte e inni a Ra, dà accesso a una sala trasversale con resti di scene (2) di un uomo in presenza di Thutmosi III seguite, su una tamponatura oltre la quale si trova la TT368, dai resti di una stele (3) con i cartigli dello stesso faraone. Seguono (4) brani dal Libro dei morti con preti che presentano una lunga lista di offerte rituali; poco oltre (5) il defunto e la sua famiglia a pesca e a caccia, e mentre eseguono un censimento del bestiame tra cui tori con corna decorate; il defunto (7) a caccia di ippopotami mentre la moglie riceve offerte dalle terre paludose del Delta nilotico. Sulla parete più corta (6) i resti illeggibili di una stele testuale.
Un altro breve corridoio, sulle cui pareti (8) sono visibili i resti di testi sacri, immette in una sala perpendicolare alla precedente. Sulla parete sud (9), su tre registri sovrapposti, scene della processione funeraria e del pellegrinaggio ad Abido. Sulla parete opposta il defunto a caccia nel deserto su un carro (10), su tre registri sovrapposti (11) il defunto che ispeziona il bestiame, condotto da mandriani, tra cui tori, maiali, oche, cavalli con puledri, asini e gru. Poco oltre (12) un uomo in offertorio al defunto e alla moglie. In una camera più interna (13) le statue del defunto e della moglie.

### Annotazioni
1. ↑  La numerazione dei locali e delle pareti segue quella di Porter e Moss 1927, p. 232.
2. ↑  La prima numerazione delle tombe, dalla numero 1 alla 253, risale al 1913 con l’edizione del "Topographical Catalogue of the Private Tombs of Thebes" di Alan Gardiner e Arthur Weigall. Le tombe erano numerate in ordine di scoperta e non geografico; ugualmente in ordine cronologico di scoperta sono le tombe dalla 253 in poi.
3. ↑  I campi della Duat, ovvero l'aldilà egizio, si trovavano, secondo le credenze, proprio sulla riva occidentale del grande fiume.
4. ↑  Nella sua epoca di utilizzo, l'area era nota come "Quella di fronte al suo Signore" (con riferimento alla riva orientale, dove si trovavano le strutture dei Palazzi di residenza dei re e i templi dei principali dei) o, più semplicemente, "Occidente di Tebe".
5. ↑  le Tombe dei Nobili, benché raggruppate in un'unica area, sono di fatto distribuite su più necropoli distinte.
6. ↑  Le note, sovente di inquadramento topografico della tomba, sono tratte dal "Topographical Catalogue" di Gardiner e Weigall, ed. 1913 e fanno perciò riferimento alla situazione dell'epoca.

### Fonti
1. ↑  Gardiner e Weigall 1913.
2. ↑  Donadoni 1999,  p. 115.
3. ↑  Gardiner e Weigall 1913, p. 26.
4. ↑  Porter e Moss 1927,  p. 235.
5. 1 2  Porter e Moss 1927,  p. 236.
6. ↑  Gardiner e Weigall 1913, pp. 26-27.
7. ↑  Porter e Moss 1927,  pp. 236-237.